# Ilampillai
Ilampillai é uma panchayat (vila) no distrito de Salem, no estado indiano de Tamil Nadu.

## Geografia
Ilampillai está localizada a 11° 36′ N, 78° 00′ L. Tem uma altitude média de 257 metros (843 pés).

## Demografia
Segundo o censo de 2001,  Ilampillai  tinha uma população de 10,629 habitantes. Os indivíduos do sexo masculino constituem 51% da população e os do sexo feminino 49%. Ilampillai tem uma taxa de literacia de 74%, superior à média nacional de 59.5%: a literacia no sexo masculino é de 82% e no sexo feminino é de 66%. Em Ilampillai, 11% da população está abaixo dos 6 anos de idade.